# A négy császár éve
A négy császár éve 69, amikor a Római Birodalom felett gyors egymásutánban négy császár uralkodott, a trónra lépés sorrendjében: Galba, Otho, Vitellius és Vespasianus.
Nero császár kierőszakolt öngyilkosságát 68 közepén rövid belháború követte, az első római polgárháború Marcus Antonius halála (Kr. e. 30.) óta. 68 júniusa és 69 decembere közt négy uralkodó lépett trónra, amíg Vespasianus, a Flavius-dinasztia alapítója véget nem vetett a zűrzavarnak. A négy császár évét a birodalomban sokáig a káosz mintapéldájaként emlegették. A polgárháborús viszonyok teremtette katonai és politikai anarchia egyik súlyos és veszélyes következménye a Caius Iulius Civilis vezette batavus felkelés volt 69-ben. 
- Galba
- Otho
- Vitellius
- Vespasianus